# Liberty Island
Liberty Island (tidigare fram till 1956 Bedloe's Island) är en liten ö i New Yorks hamn, strax utanför Hudsonflodens mynning. 
Där restes 1886 den av Frédéric Bartholdi modellerade Frihetsgudinnan, som tjänstgör som fyrbåk. 
Liberty Island ägs av USA:s federala statsmakt och förvaltas genom National Park Service.

## Geografisk tillhörighet
Själva ön ingår geografiskt som en exklav i staden och delstaten New York, medan de omgivande vattenområdena tillhör Jersey City i New Jersey vilket gör det till en enklav, eftersom gränsen mellan New Jersey och New York går strax öster om Liberty Island.

## Bildgalleri

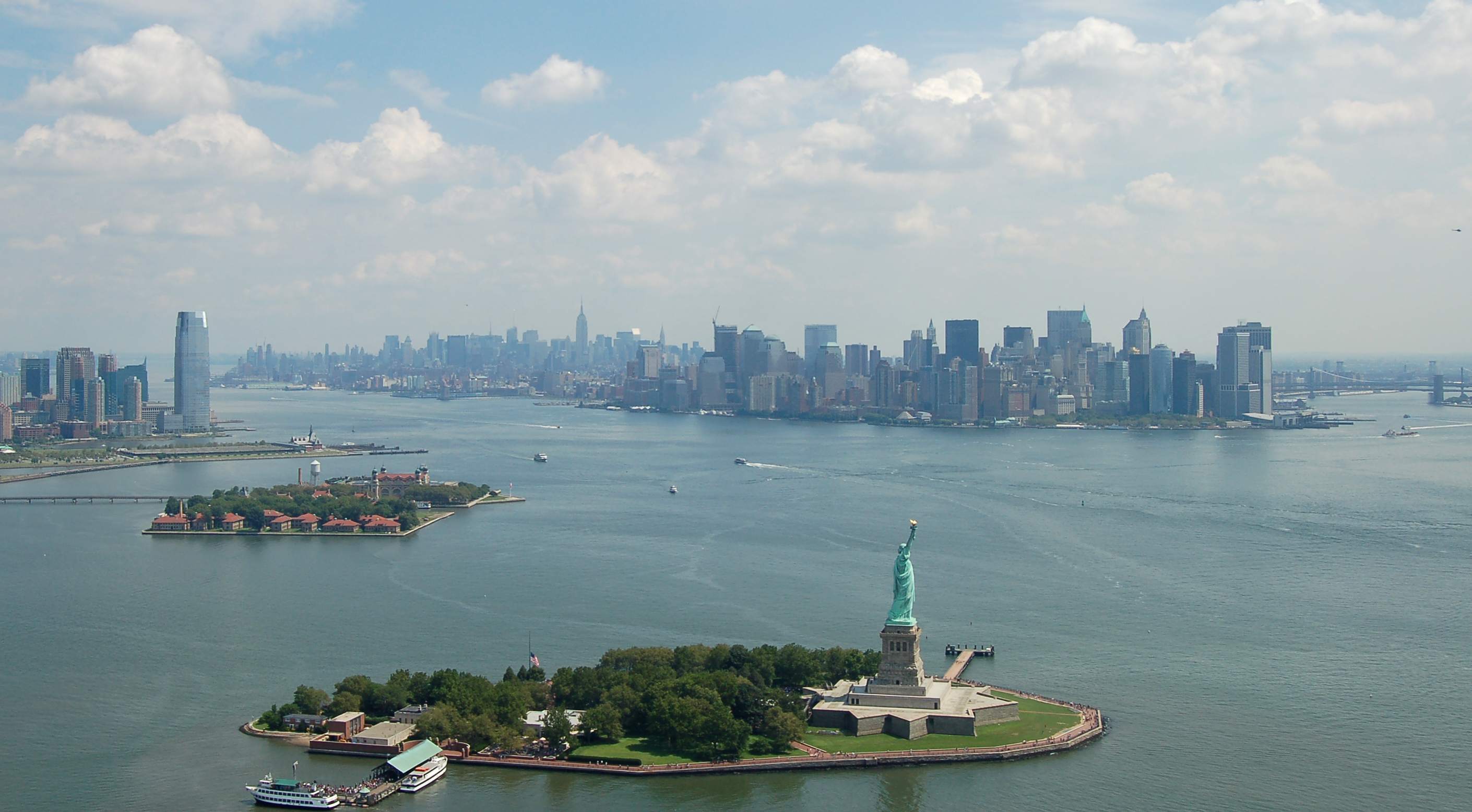
Vy från 2008 med Manhattan i bakgrunden.
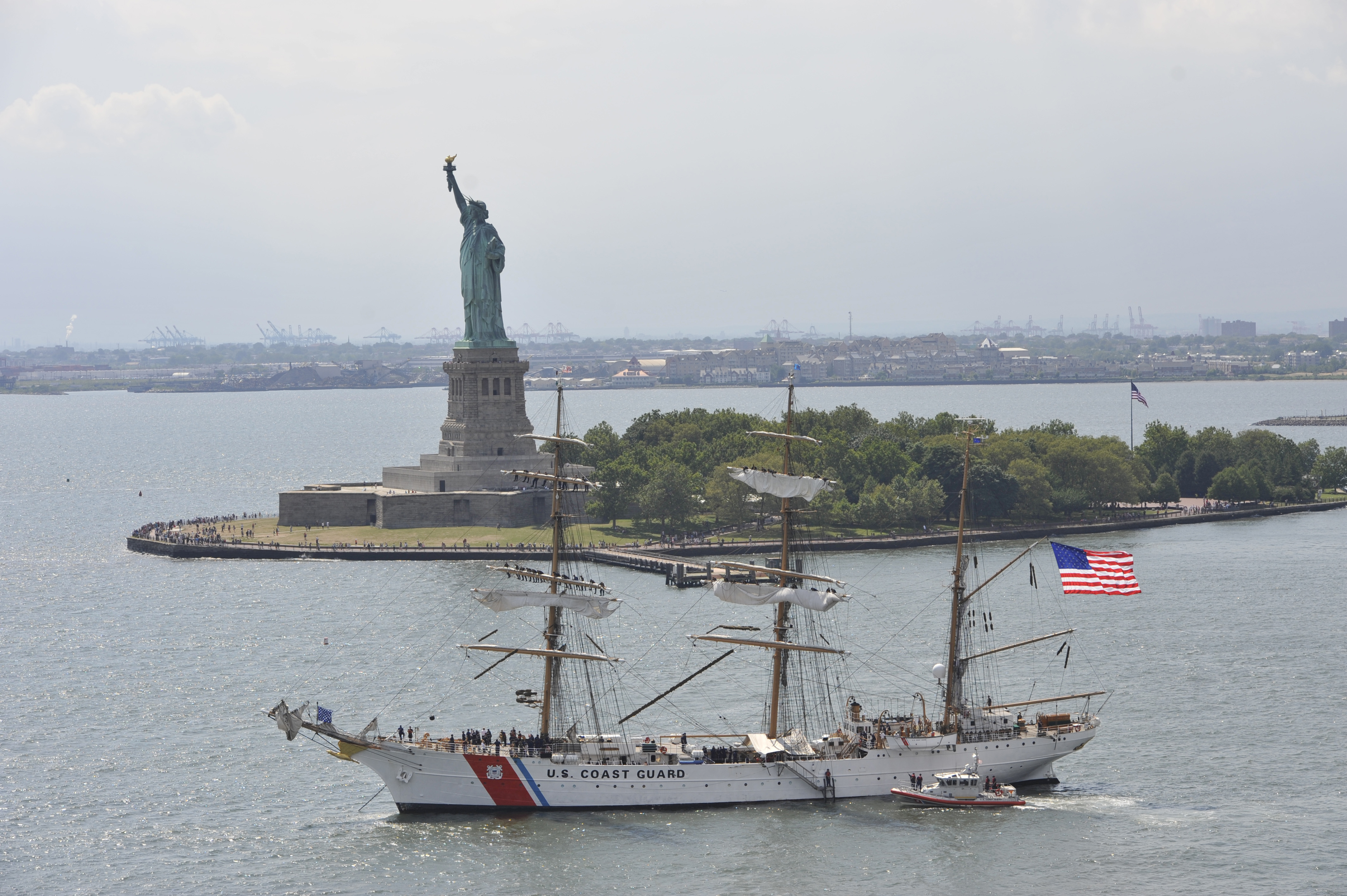
Barkskeppet Eagle från USA:s kustbevakning passerar Liberty Island i New Yorks hamn 4 augusti 2011.
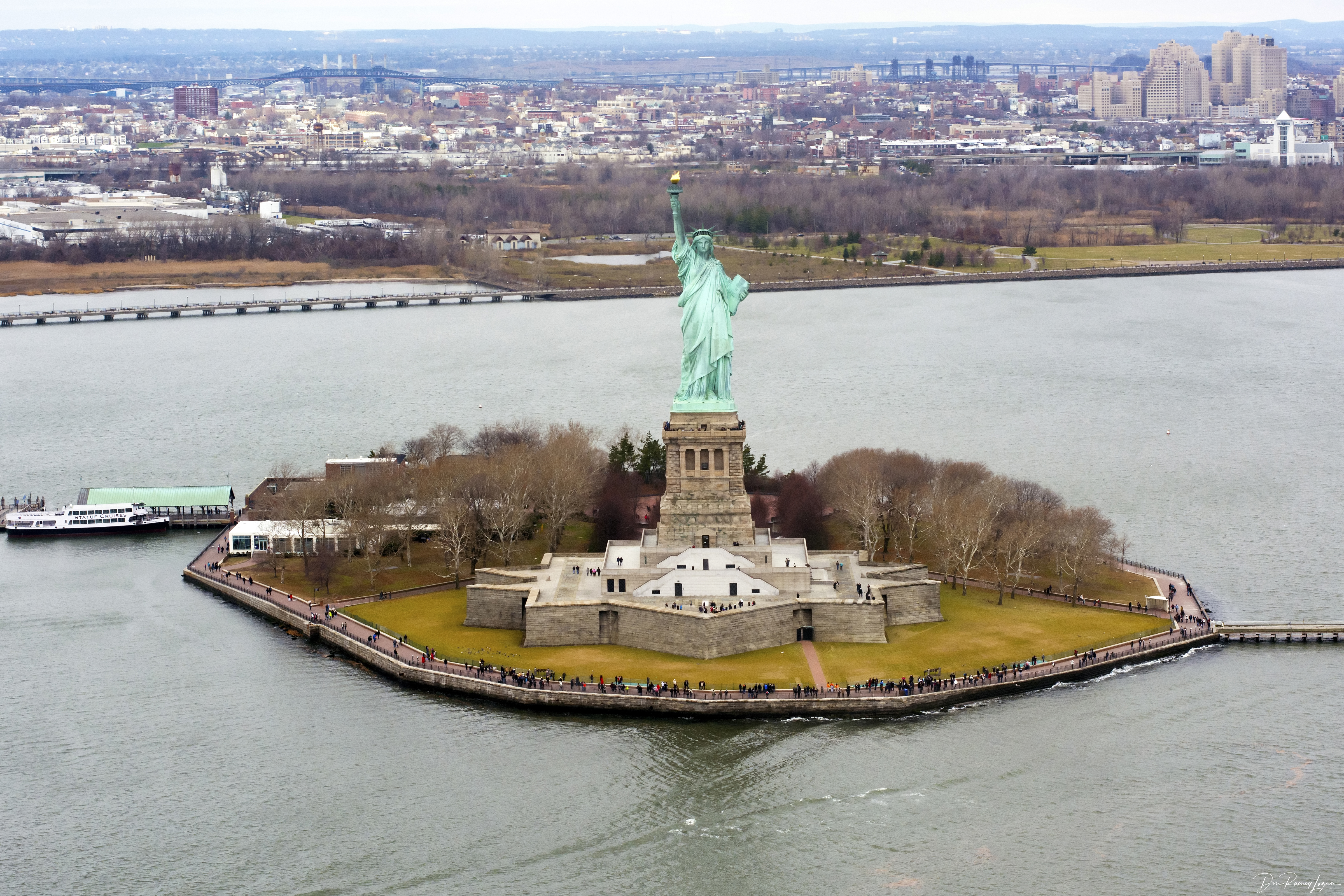
Bild från 2014 med Jersey City i bakgrunden.
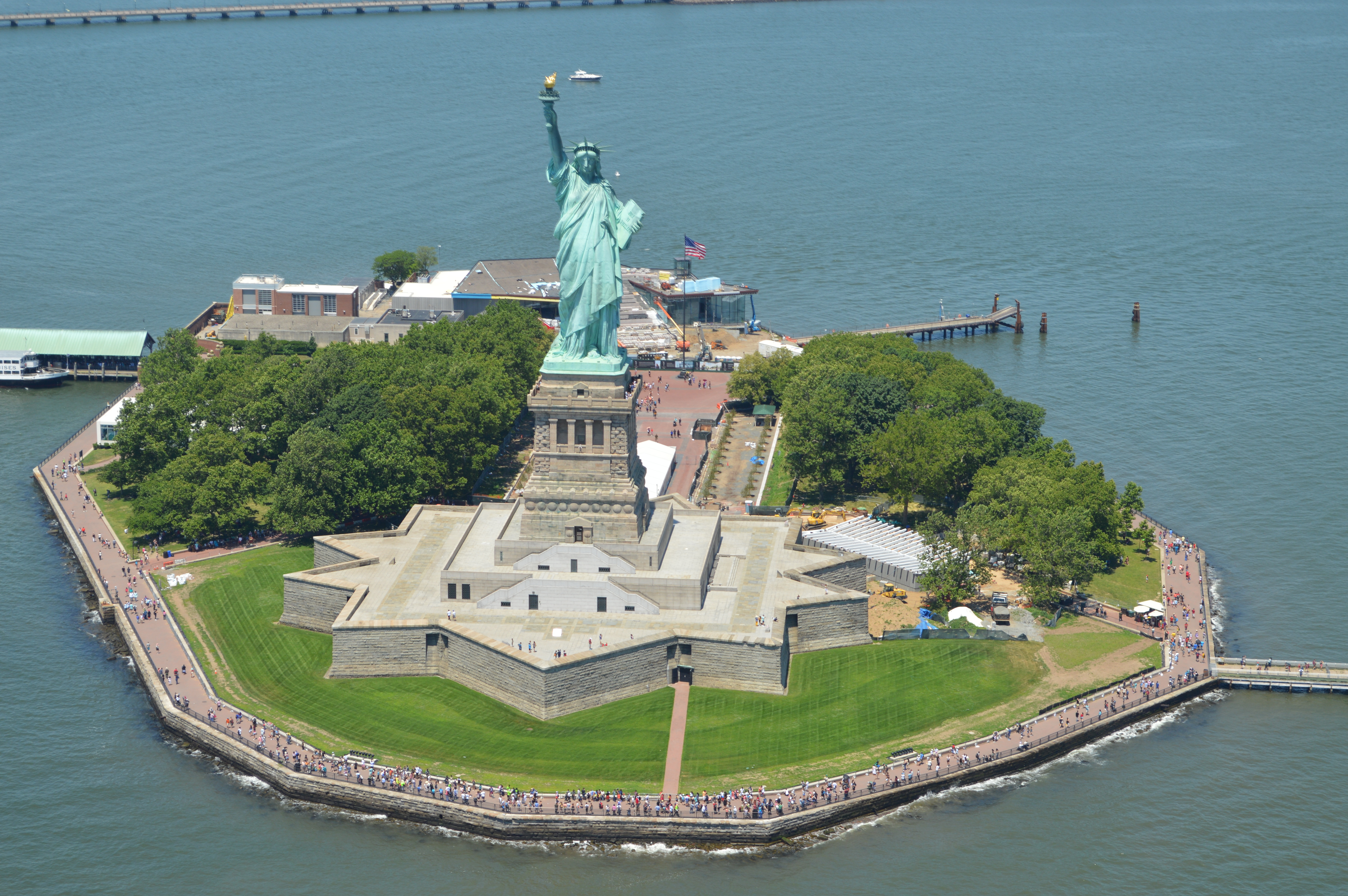
Vy över ön från 2018.